# Agnete Dorph Stjernfelt
Agnete Dorph Stjernfelt (født 25. august 1960) er en dansk oversætter.
Stjernfelt har læst litteraturhistorie på Århus Universitet samt litteraturvidenskab på Københavns Universitet.
Hun har tidligere fungeret som videokunst- og litteraturanmelder på Kristeligt Dagblad og Information, daglig leder af Holland House, dokumentarfilmkonsulent, forlagsredaktør på Borgens Forlag og presse- og kommunikationschef på Det Danske Filminstitut.
Stjernfelt har blandt meget andet oversat Emily Brontës "Stormfulde højder", Pauline Réages "O's historie", samt Tove Janssons "Sommerbogen" og Billedhuggerens datter, —
"fint og sensibelt nyoversat" ifølge Berlingske.